# 아이타나
아이타나(Aitana, 1999년 6월 27일 ~ )는 스페인의 싱어송라이터, 배우이다. 음악 경연 프로그램 《오페라시온 트리누포》(Operación Triunfo) 시즌 9에 참가해 최종 2위를 했다.

## 음반 목록
- Spoiler (2019)
- 11 Razones (2020)
- Alpha (2023)